# 茶戸
茶戸（チャド）は日本の漫画家。スクウェア・エニックスの雑誌「ヤングガンガン」2013年14号より『隻眼ノ少年 オカルトメイデン〜影章〜』（原作・監修：平坂読）を連載中。
商業デビュー以前より、個人サークル「徒歩二分」を主催し、『東方Project』・オリジナル創作で同人活動を行っている。